# كارولين كاميرون
كارولين كاميرون هي صحفية كندية، ولدت في 23 مارس 1990 في تورونتو في كندا.